# Tele SC
El Tele SC fue un equipo de fútbol de Eritrea que jugó en la Liga etíope de fútbol, la liga de fútbol más importante de Etiopía.

## Historia
Fue fundado en el año 1950 en la capital Asmara y formó parte de la Liga etíope de fútbol, así como en la Copa etíope de fútbol hasta la independencia de Eritrea en 1994. Fue campeón de la máxima categoría de Etiopía en 3 ocasiones, siendo uno de los tres equipos de Eritrea en salir campeón de la Liga etíope de fútbol junto al Asmara Brewery y el Embassoria.
Luego de la independencia de Eritrea, el club no ha tenido mucho éxito, ya que nunca han estado en la Primera División de Eritrea desde su fundación en 1994. El club tuvo problemas de consistencia durante el periodo posterior a la independencia hasta que el club desaparece en 2016.
A nivel internacional participó en 4 torneos continentales, en donde nunca superaron una ronda.

## Palmarés
- Liga etiope de fútbol: 3

1959, 1969, 1970

## Participación en competiciones de la CAF
| Temporada | Torneo                            | Ronda | Club                 | Casa | Visita | Global      |
| --------- | --------------------------------- | ----- | -------------------- | ---- | ------ | ----------- |
| 1970      | Copa Africana de Clubes Campeones | 2     | Prisons FC Kampala   | 2-3  | 2-1    | 4-4 (a)     |
| 1971      | Copa Africana de Clubes Campeones | 1     | Al-Merreikh Omdurmán | 1-0  | 1-2    | 2-2 (4-5 p) |
| 1973      | Copa Africana de Clubes Campeones | 1     | Kenya Breweries      | 1-1  | 1-1    | 2-2 (4-5 p) |
| 1974      | Copa Africana de Clubes Campeones | 2     | Abaluhya United      | 1-0  | 0-2    | 1-2         |